# Simon Löf
Simon Löf, född 13 mars 1991 i Gävle, Sverige, är en svensk före detta ishockeyspelare.